# Rutlav
Rutlav (Lecidea fuscoatra) är en lavart som först beskrevs av L., och fick sitt nu gällande namn av Erik Acharius. Rutlav ingår i släktet Lecidea och familjen Lecideaceae.  Arten är reproducerande i Sverige. Inga underarter finns listade i Catalogue of Life.
I den svenska databasen Dyntaxa används istället namnet Lecidea grisella för samma taxon.  Arten är reproducerande i Sverige.